# Robocop (2014)
Robocop är en amerikansk science fiction-film från 2014, i regi av José Padilha med Joel Kinnaman i huvudrollen.  Filmen är en nyinspelning av Robocop från 1987. Manuset till den nya versionen är skrivet av Joshua Zetumer. Filmen hade Sverigepremiär den 7 februari 2014.

## Handling
Året är 2029. Alex Murphy (Joel Kinnaman) är en kärleksfull familjefar, make och  polis som gör sitt bästa för att röja upp Detroit från brott och korruption. När Alex blir svårt skadad i tjänsten räddas hans liv av OmniCorps  skickliga forskare. Han återvänder till gatorna med nya krafter och förmågor.

## Rollista (i urval)
- Joel Kinnaman – Alex Murphy / RoboCop[2]
- Gary Oldman – Dr. Dennett Norton[3]
- Michael Keaton – Raymond Sellars[4]
- Abbie Cornish – Clara Murphy
- John Paul Ruttan – David Murphy
- Jackie Earle Haley – Rick Mattox
- Michael K. Williams – Jack Lewis
- Jennifer Ehle – Liz Kline
- Jay Baruchel – Tom Pope
- Marianne Jean-Baptiste – Polischef Karen Dean
- Samuel L. Jackson – Patrick "Pat" Novak[5]
- Zach Grenier – Senator Hubert Dreyfus
- Aimee Garcia – Jae Kim
- Douglas Urbanski – Borgmästare Durant
- Patrick Garrow – Antoine Vallon
- K.C. Collins – Andre Daniels
- Daniel Kash – John Lake
- Jordan Johnson-Hinds – Jerry White